# Templo de Badrinath
Templo de Badrinath ou Badarinarayana é um templo hindu [en] dedicado a Vishnu. Ele está situado na cidade de Badrinath, em Uttarakhand, Índia. O templo também é um dos 108 Divya Desams dedicados a Vishnu - santuários sagrados para os Vaishnavas - que é adorado como Badrinath. O templo está localizado nas trilhas da colina Garhwal, no distrito de Chamoli, às margens do rio Alaknanda [en]. É um dos centros de peregrinação mais visitados da Índia, tendo registrado 2,8 milhões de visitas em apenas 2 meses em 2022. Ele fica aberto durante seis meses por ano (entre o final de abril e o início de novembro), devido às condições climáticas extremas na região dos Himalaias. É um dos locais de peregrinação de Char Dham.
A imagem adorada no templo é a divindade de Vishnu na forma de Badrinarayan, feita de granito preto com 0,30m de altura. A divindade é considerada por muitos hindus como um dos oito svayam vyakta kshetras, ou divindades auto-manifestadas de Vishnu.
O Mata Murti Ka Mela é o festival mais importante celebrado no templo de Badrinath e comemora a descida do rio Ganges na mãe terra. Embora Badrinath esteja localizado no norte da Índia, o sacerdote principal, ou Rawal, é tradicionalmente um Nambudiri escolhido do estado de Kerala, no sul da Índia.
O templo é mencionado em textos religiosos antigos, como Vishnu Purana e Skanda Purana. Ele é glorificado no Naalayira Divya Prabandham, um cânone tâmil medieval dos santos Alvares dos séculos VI a IX d.C.

## Localização, arquitetura e santuários
O templo está localizado nas áreas montanhosas de Garhwal, ao longo das margens do rio Alaknanda, no distrito de Chamoli, em Uttarakhand. As áreas montanhosas estão a uma altitude de 3.133m acima do nível médio do mar. A montanha Nar Parbat está localizada em frente ao templo, enquanto a Narayana Parbat está localizada atrás do pico Neelkanth.
Adi Shankara estabeleceu Badrinath como um local de peregrinação no século IX. O templo tem três estruturas: o Garbhagriha (santuário), o Darshan Mandapa (salão de adoração) e o Sabha Mandapa (salão de convenções). O telhado em formato cônico do santuário, o garbhagriha, tem aproximadamente 15m de altura com uma pequena cúpula no topo, coberta com um telhado dourado. A fachada é construída em pedra e tem janelas em arco. Uma ampla escadaria leva à entrada principal, um portal alto e em forma de arco. Na parte interna há um mandapa, um grande salão com pilares que leva ao sanctum, ou área principal do santuário. As paredes e os pilares do salão são cobertos por esculturas complexas.
O santuário principal abriga a divindade de Badrinarayana feita de Shaligram (pedra preta) com 0,30m de altura, que está alojada em um dossel dourado sob uma árvore Badri. A divindade de Badrinarayana o mostra segurando um Shankha (búzio) e um Chakra (roda) em dois de seus braços em uma postura erguida e os outros dois braços descansando em seu colo em uma postura de Yogamudra (Padmasana). O santuário também abriga imagens do deus da riqueza, Kubera, do sábio Narada, Uddhava, Nara e Narayana. Há mais quinze imagens que também são adoradas ao redor do templo. Entre elas estão a de Lakshmi (a consorte de Vishnu), Garuda (o vahana de Narayan) e Navadurga, a manifestação de Durga em nove formas diferentes. O templo também tem santuários de Lakshmi Narasimhar e dos santos Adi Shankara, Nar e Narayan, Ghantakarna, Vedanta Desika e Ramanujacharya. Todas as divindades do templo são feitas de pedra preta.
O Tapt Kund, um grupo de fontes termais de enxofre logo abaixo do templo, é considerado medicinal; muitos peregrinos consideram obrigatório banhar-se nas fontes antes de visitar o templo. Durante todo o ano, as fontes ficam a uma temperatura de 55 °C, enquanto a temperatura externa normalmente fica abaixo de 17 °C. Os dois lagos de água do templo são chamados de Narad Kund e Surya Kund.

## História
Não há registro histórico sobre o templo, mas há uma menção à divindade que o preside, Badrinath, nas escrituras védicas (por volta de 1750 a 500 a.C.). De acordo com alguns relatos, o santuário era adorado de alguma forma no período védico. Mais tarde, durante o reinado de Ashoka, devido à disseminação do budismo, esse santuário pode ter sido convertido em um santuário budista. O templo era um santuário budista até o século VIII, e Adi Shankara reviveu o santuário e o converteu em um templo hindu. A arquitetura do templo, que se assemelha à de um vihara (templo) budista, e a fachada pintada com cores vivas, que é atípica dos templos budistas, levam a esse argumento.
Outros relatam que ele foi originalmente estabelecido como um local de peregrinação por Adi Shankara no século IX. Acredita-se que Shankara tenha residido no local por seis anos, de 814 a 820 EC. Ele passou seis meses em Badrinath e o resto do ano em Kedarnath. Os seguidores hindus afirmam que ele descobriu a divindade de Badrinath no rio Alaknanda e a consagrou em uma caverna perto das fontes termais de Tapt Kund.
Uma história tradicional afirma que Shankara expulsou todos os budistas da região com a ajuda do rei Kanak Pal, governante de Parmar. Os sucessores hereditários do rei governavam o templo e dotavam as aldeias para cobrir suas despesas. A renda de um conjunto de vilarejos na rota para o templo era usada para alimentar e acomodar os peregrinos. Os governantes Parmar tinham o título de "Bolanda Badrinath", que significa falar Badrinath. Eles tinham outros títulos, incluindo Shri 108 Basdrishcharyaparayan Garharaj Mahimahendra, Dharmabibhab e Dharamarakshak Sigamani.

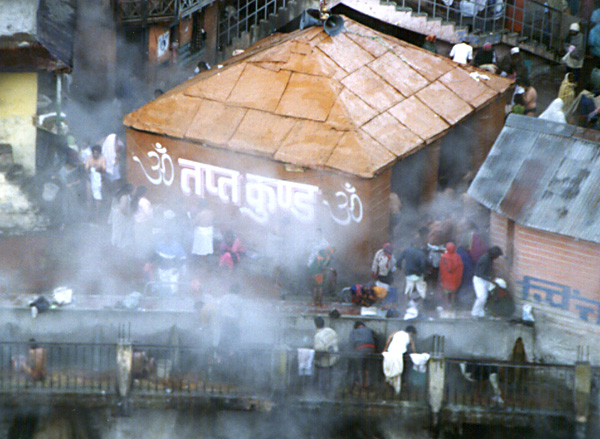
Fontes termais de Tapt Kund próximas ao templo de Badrinath; casa de banho interna

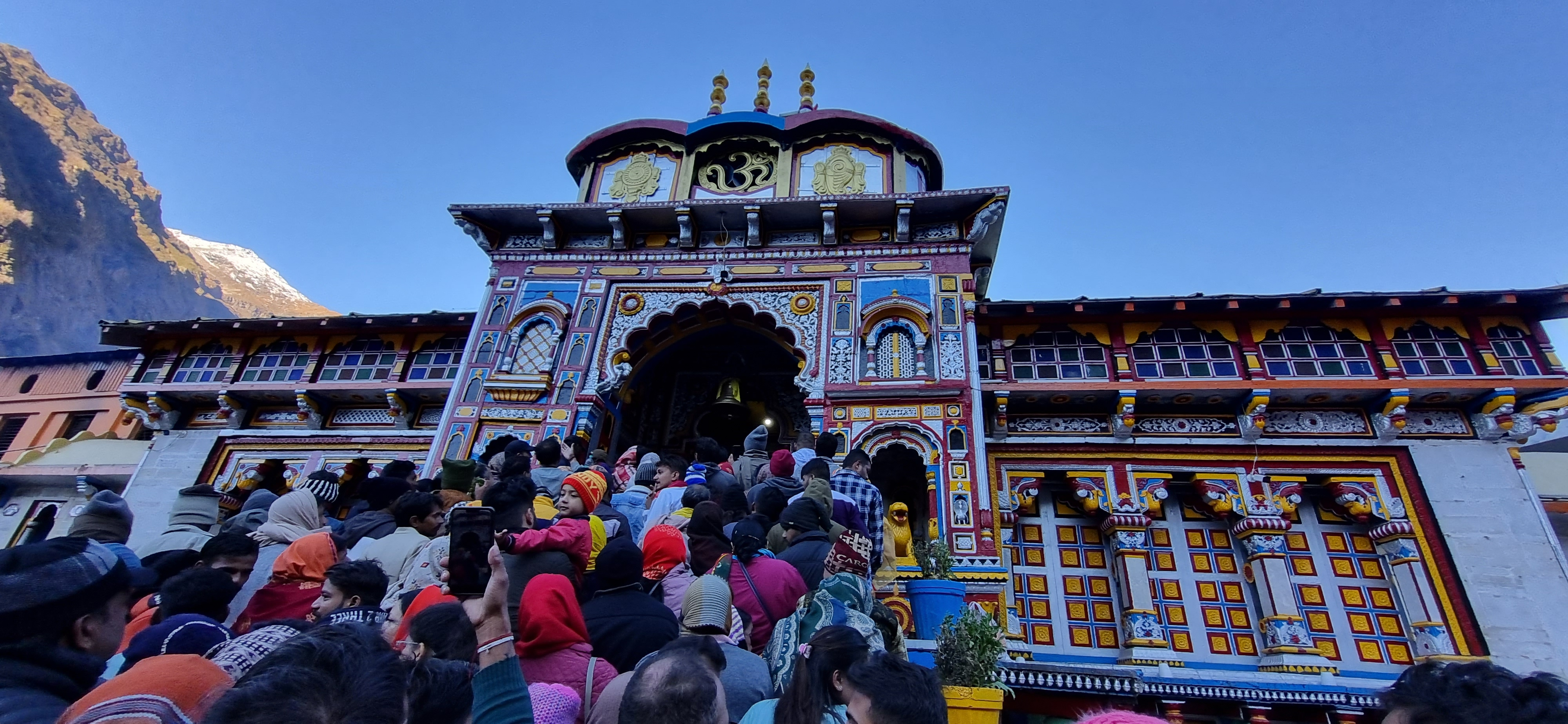
Devotos no templo de Badrinath em outubro de 2022

O trono de Badrinath recebeu o nome da divindade que o presidia; o rei desfrutava da reverência ritual dos devotos antes de seguir para o santuário. Essa prática continuou até o final do século XIX. Durante o século XVI, o rei de Garhwal transferiu o murti para o templo atual. Quando o estado de Garhwal foi dividido, o templo de Badrinath ficou sob o domínio britânico, mas o rei de Garhwal continuou como presidente do comitê de administração. A seleção do sacerdote é feita após consulta entre as famílias reais de Garhwal e Travancore.
O templo passou por várias reformas importantes devido à sua idade e aos danos causados por uma avalanche. No século XVII, o templo foi ampliado pelos reis de Garhwal. Após danos significativos durante o grande terremoto de Garhwal em 1803, foi amplamente reconstruído pelo rei de Jaipur. Ainda estava em reforma na década de 1870, mas foi concluída na época da Primeira Guerra Mundial. Naquela época, a cidade ainda era pequena, composta apenas por 20 cabanas que abrigavam a equipe do templo, mas o número de peregrinos geralmente ficava entre sete e dez mil. O festival Kumbh Mela, realizado a cada doze anos, aumentava o número de visitantes para 50.000. O templo também recebia a receita dos aluguéis devidos a ele por várias aldeias legadas por vários rajás.
Em 2006, o governo do estado anunciou que a área ao redor de Badrinath seria uma zona proibida para construções, a fim de conter a invasão ilegal.

## Lenda

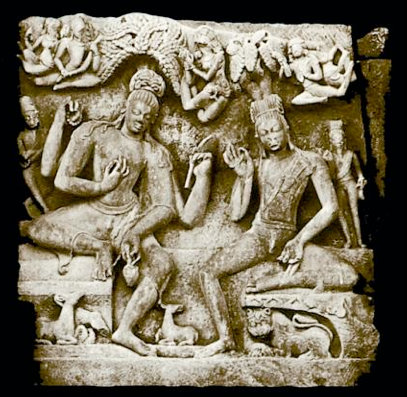
Nara e Narayana

De acordo com a lenda hindu, o deus Vishnu sentou-se em meditação nesse local. Durante sua meditação, Vishnu não se deu conta do clima frio. Lakshmi, sua consorte, o protegeu na forma da árvore Badri (jujuba ou tâmara indiana, chamada de "ber" em hindi). Satisfeito com a devoção de Lakshmi, Vishnu batizou o local de Badrika Ashrama. De acordo com Atkinson (1979), o local costumava ser uma floresta de jujubas, que não é encontrada lá atualmente. Vishnu, na forma de Badrinath, é retratado no templo sentado na postura padmasana. De acordo com a lenda, Vishnu foi castigado pelo sábio Narada, que viu a consorte de Vishnu, Lakshmi, massageando seus pés. Vishnu foi para Badrinath para realizar austeridade, meditando por um longo tempo em padmasana.
O Vishnu Purana narra outra versão das origens de Badrinath. De acordo com a tradição, Yama teve dois filhos, Nara e Narayana, ambos nomes modernos de montanhas do Himalaia. Eles escolheram o local para difundir sua religião e cada um deles se casou com os amplos vales do Himalaia. Em busca de um local ideal para estabelecer um eremitério, eles se depararam com os outros quatro Badris do Pancha Badri, chamados Adibadri, Bridha Badri, Yoga-Dhyana Badri e Bhavisha Badri. Finalmente, encontraram a fonte quente e fria atrás do rio Alaknanda e a chamaram de Badri Vishala.

## Literatura

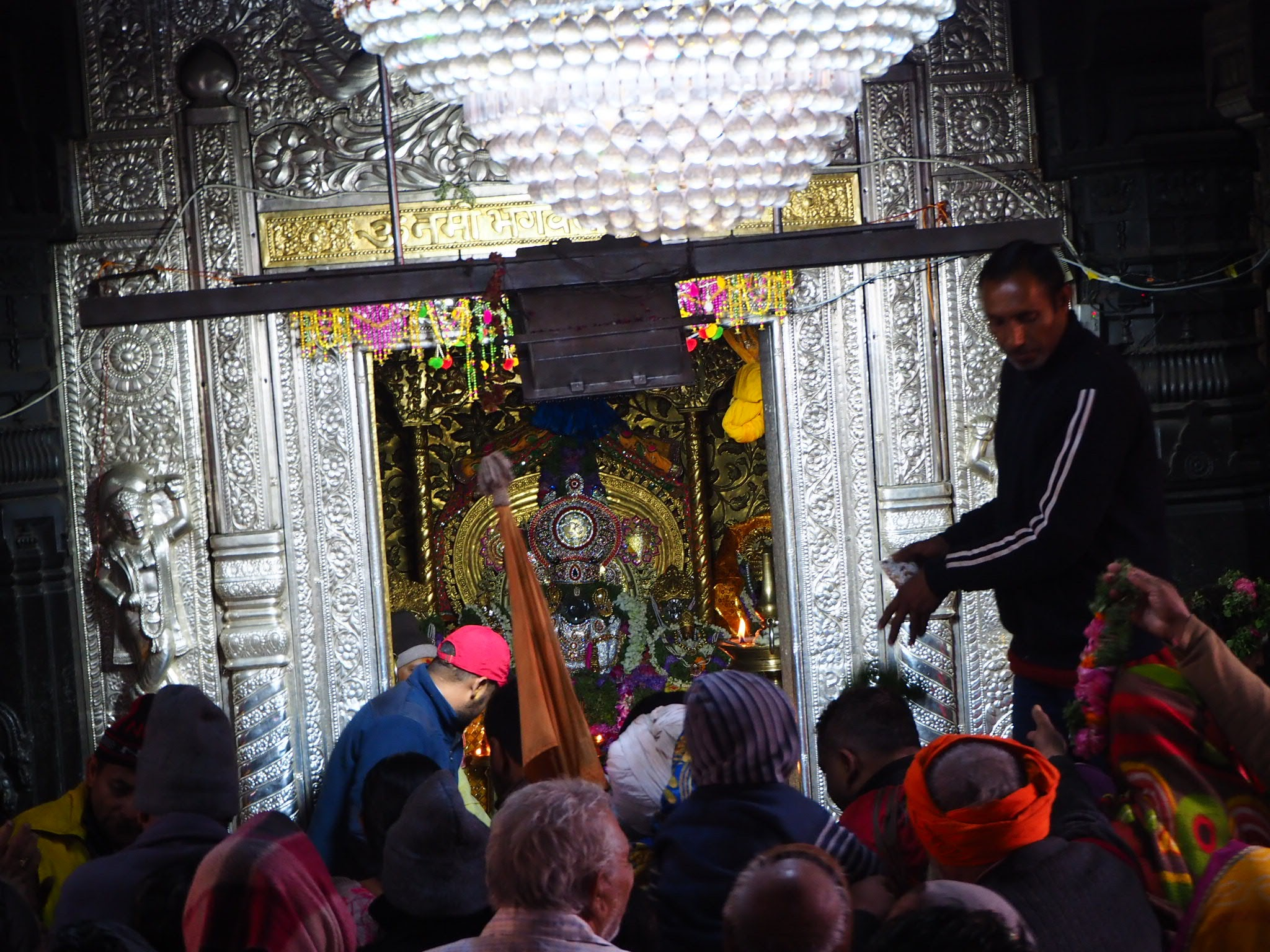
Divindade dentro do santuário do templo de Badrinath

O templo é mencionado em vários livros antigos, como o Bhagavata Purana, o Skanda Purana e o Mahabharata. De acordo com o Bhagavata Purana, "aqui em Badrikashram, a Personalidade de Deus (Vishnu), em sua encarnação como os sábios Nara e Narayana, tem se submetido a grandes penitências desde tempos imemoriais para o bem-estar de todas as entidades vivas". O Skanda Purana afirma que "há vários santuários sagrados no céu, na terra e no inferno, mas não há nenhum santuário como Badrinath". A área ao redor de Badrinath também é celebrada no Padma Purana como abundante em tesouros espirituais. O Mahabharata reverenciava o local sagrado como aquele que pode dar a salvação aos devotos que chegam perto dele, enquanto em outros locais sagrados eles precisam realizar cerimônias religiosas. O templo é reverenciado no Nalayira Divya Prabandham, em 11 hinos do cânone Vaishnava dos séculos VII a IX de Perialvar e em 13 hinos de Thirumangai Alvar. É um dos 108 Divya Desam dedicados a Vishnu, que é adorado como Badrinath. Na literatura tâmil, o templo é conhecido como Tiruvatariyaacciraamam.

## Peregrinação
Devotos de todas as religiões e de todas as escolas de pensamento hinduísta visitam o templo de Badrinath. Todas as principais instituições monásticas, como Kashi Math, Jeeyar Mutt (mutt de Andhra), Udupi Pejavar e MManthralayam Sri Raghavendra Swamy Mutts, têm suas filiais e casas de hóspedes lá.
O templo de Badrinath é um dos sete santuários relacionados, chamados Sapta Badri, que são dedicados à adoração de Vishnu,  localizada em Garhwal, no estado indiano de Uttarakhand. Os sete templos são Templo Badrinath em Badrinath, Adi Badri localizado a 17km de Karnaprayag, Vriddha Badri localizado em Animath a 7km de Jyotirmath, Bhavishya Badri localizado em Subain a 17 km de Jyotirmath, Yogadhyan Badri localizado em Pandukeshwar, Dhyan Badri localizado no vale Urgam, próximo a Kalpeshwar e Ardha Badri, localizada na estrada Joshimath-Tapovan, fica em um vilarejo remoto e só pode ser acessada por meio de uma trilha íngreme.
O circuito do templo Panch Badri consistia em apenas cinco templos, omitindo o Ardha Badri e, geralmente, o Dhyan Badri (ou, às vezes, o Vriddha Badri). Raramente, Narasingh Badri é incluído na lista de Sapta Badri ou Panch Badri. O templo de Narasimha (Narasingh) existente em Joshimath, também chamado de Narasingh Badri ou Narasimha Badri, está intimamente ligado à lenda de Bhavishya Badri, embora normalmente não seja considerado um dos famosos Panch Badri ou Sapta Badri. Às vezes, ele pode ser incluído na lista Sapta-Badri em vez de Ardha Badri ou na lista Panch Badri em vez de Dhyan Badri.
O templo de Badrinath é considerado um dos locais mais sagrados do Char Dham (quatro moradas) hindu. Embora as origens do templo não sejam claramente conhecidas, a escola Advaita do hinduísmo, criada por Adi Shankara, atribui a origem do Char Dham ao vidente. Os quatro monastérios estão localizados nos quatro cantos da Índia e seus templos são o templo de Badrinath em Badrinath, no norte, o Templo Jagannath [en] em Puri, no leste, o Templo de Dwarakadheesh em Dwarka, no oeste, e Rameshwaram em Rameshwaram, Tamil Nadu, no sul.
Embora ideologicamente os templos estejam divididos entre as seitas do hinduísmo, o Shaivismo e o Vishenuismo, a peregrinação ao Char Dham é um evento de todos os hindus. Há quatro moradas no Himalaia chamadas Chota Char Dham [en] (Chota significa pequeno): Badrinath, Kedarnath, Gangotri e Yamunotri; todas situadas na base dos Himalaias. O nome Chota foi acrescentado em meados do século XX para diferenciar os Char Dhams originais. Como o número de peregrinos a esses lugares aumentou nos tempos modernos, ele é chamado de Char Dham dos Himalaias.
A jornada pelos quatro pontos cardeais da Índia é considerada sagrada pelos hindus, que desejam visitar esses templos alguma vez na vida. Tradicionalmente, a peregrinação começa na extremidade leste de Puri, procedendo no sentido horário de uma maneira tipicamente seguida para a circunvolução em templos hindus.

## Festivais e práticas religiosas

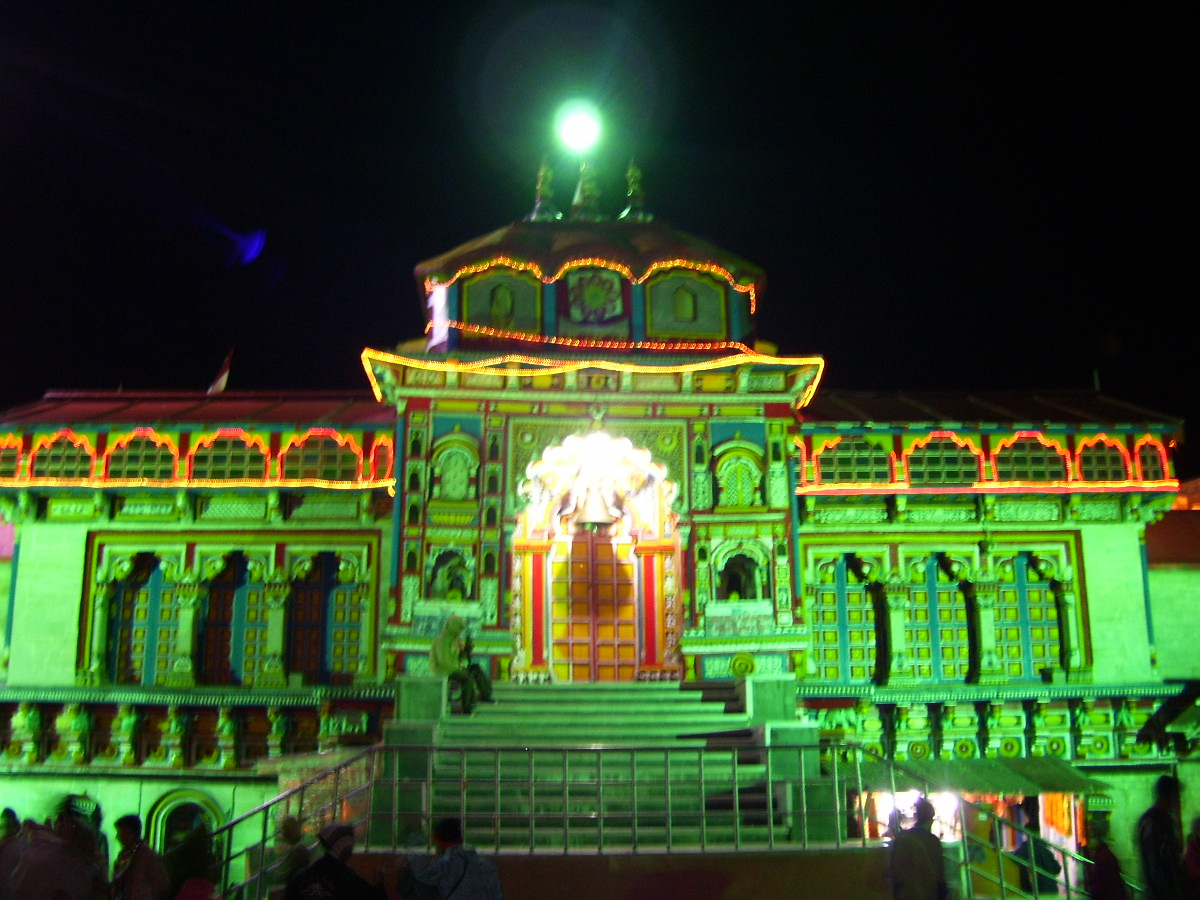
Templo de Badrinath à noite

O festival mais importante realizado no templo de Badrinath é o Mata Murti Ka Mela, que comemora a descida do rio Ganges na mãe terra. A mãe de Badrinath, que se acredita ter dividido o rio em doze canais para o bem-estar dos seres terrestres, é adorada durante o festival. O local onde o rio fluía tornou-se a terra sagrada de Badrinath.
O festival Badri Kedar é comemorado durante o mês de junho, tanto no templo de Badrinath quanto no templo de Kedarnath. O festival dura oito dias; artistas de todo o país se apresentam durante a celebração.
As principais atividades religiosas (ou pujas) realizadas todas as manhãs são mahabhishek (ablução), abhisheka, gitapath e bhagavat puja, enquanto à noite os pujas incluem geet govinda e aarti. A recitação de textos védicos como Ashtotram e Sahasranama é praticada durante todos os rituais. Após o aarti, as decorações são removidas da imagem da divindade e pasta de sândalo é aplicada nela. A pasta da imagem é dada aos devotos no dia seguinte como prasad durante o nirmalaya darsana. Todos os rituais são realizados na frente dos devotos, ao contrário do que ocorre em alguns templos hindus, onde algumas práticas são ocultadas. Bolas de açúcar e folhas secas são o prasad comumemnte oferecido aos devotos. A partir de maio de 2006, foi iniciada a prática de oferecer o Panchamrit Prasad, preparado localmente e embalado em cestas de bambu locais.
O templo é fechado para o inverno no dia auspicioso de bhatridwityia ou mais tarde, entre outubro e novembro. No dia do fechamento, uma lâmpada é acesa cheia de ghee, Akhanda Jyothi, para durar seis meses. Nesse dia, o sacerdote chefe realiza pujas especiais na presença de peregrinos e funcionários do templo. A imagem de Badrinath é transferida durante esse período para o templo Narasimha em Jyotirmath, localizado a 64 km de distância. O templo é reaberto por volta de abril a maio no Akshaya tritiya, outro dia auspicioso do calendário hindu. Os peregrinos se reúnem no primeiro dia de abertura do templo após o inverno para testemunhar o Akhanda Jyothi.
O templo é um dos locais sagrados onde os hindus oferecem oblações aos ancestrais com a ajuda dos sacerdotes. Os devotos visitam o templo para adorar a imagem de Badrinath no santuário e dar um mergulho sagrado no rio Alaknanda. A crença geral é que um mergulho no tanque purifica a alma.

## Administração e visitação

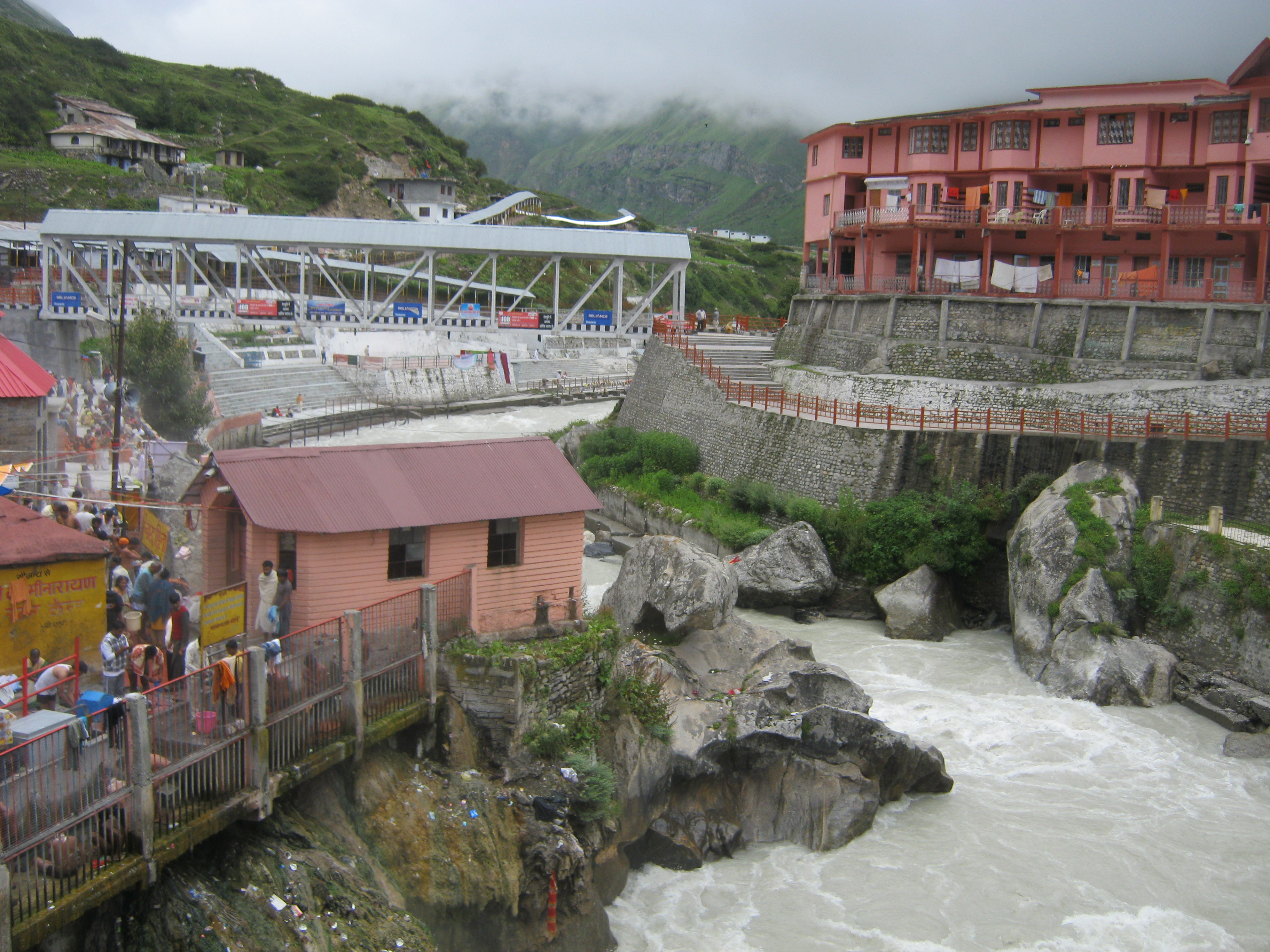
Rio Alaknanda em Badrinath

O templo foi incluído no Ato do governo do estado de Uttar Pradesh nº 16/1939 pelo Ato n° 30/1948, que mais tarde passou a ser conhecida como "Lei de Shri Badarinath e Shri Kedarnath Mandir". Um comitê nomeado pelo governo estadual de Uttarakhand administra os dois templos. A lei foi modificada em 2002 para nomear outros membros do comitê, incluindo funcionários do governo e um vice-presidente. Há dezessete membros no conselho: três selecionados pela Assembleia Legislativa de Uttarakhand, um membro selecionado por cada Conselho Distrital dos distritos de Chamoli Pauri Garhwal, Tehri Garhwal e Uttarkashi e dez membros nomeados pelo Governo de Uttarakhand.
Conforme indicado nos registros do templo, os sacerdotes eram ascetas de Shiva chamados Dandi Sanyasis, que pertenciam à comunidade Nambudiri, um grupo religioso comum na Kerala moderna. Quando o último dos ascetas morreu sem herdeiro em 1776 EC., o rei de Garhwal convidou Nambudiris não ascetas de Kerala para o sacerdócio, uma prática que continua nos tempos modernos. Até 1939, todas as oferendas feitas pelos devotos ao templo iam para o Rawal (sacerdote-chefe), mas depois de 1939, sua jurisdição ficou restrita aos assuntos religiosos. A estrutura administrativa do templo consiste em um diretor executivo que executa as ordens do governo estadual, um vice-diretor executivo, um diretor contábil, um diretor do templo e um diretor público para auxiliar o diretor executivo.

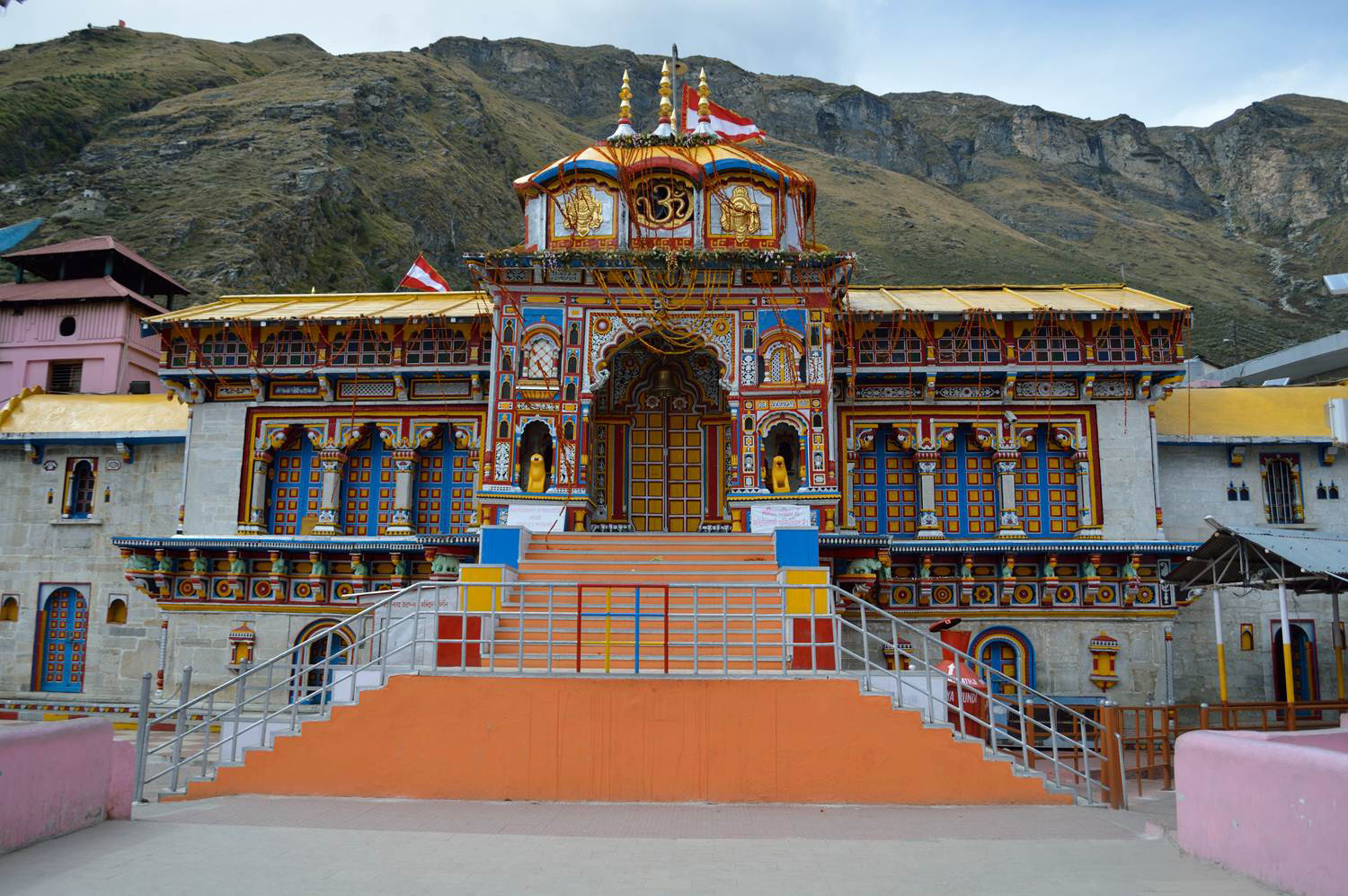
Vista do templo durante o verão

Embora Badrinath esteja localizado no norte da Índia, o sacerdote principal, ou Rawal, é tradicionalmente um brâmane Nambudiri escolhido no estado de Kerala, no sul da Índia. Acredita-se que essa tradição tenha sido iniciada por Adi Shankara, que era um filósofo do sul da Índia. O Rawal é solicitado pelo governo de Uttarakhand ao governo de Kerala. O candidato deve ter o grau de Acharya (pós-graduação) em sânscrito, ser bacharel, ser versado na recitação de mantras (textos sagrados) e pertencer à seita Vaishnava do hinduísmo. O antigo governante de Garhwal, que é o chefe tutelar de Badrinath, aprova o candidato enviado pelo governo de Kerala. Uma Cerimônia Tilak é realizada para instituir o Rawal e ele é designado de abril a novembro, quando o templo permanece aberto. O Rawal recebe o status de santidade pelos Rifles de Garhwal e pelo governo estadual de Uttarakhand. Ele também é tido em alta estima pela realeza do Nepal. De abril a novembro, ele desempenha suas funções como sacerdote do templo. Depois disso, ele permanece em Jyotirmath ou retorna à sua aldeia natal em Kerala. Os deveres do Rawal começam às 4h da manhã todos os dias com o Abhisheka. Ele não deve atravessar o rio até o Vamana Dwadashi e deve aderir ao Brahmacharya. O Rawal é auxiliado pelos brâmanes Garhwali Dimri (que pertencem à aldeia Dimmar do distrito de Chamoli), Naib Rawal, Dharmadikari, Vedpathi, um grupo de sacerdotes, Pandas Samadhi, Bhandari, Rasoiyas (cozinheiro), cantor devocional, escriturário do devashram, Jal Bhariya (guardião da água) e guardas do templo. Badrinath é um dos poucos templos no norte da Índia que seguem a antiga tradição Tantra Vidhi de Shrauta, mais comum no sul.
Em 2012, a administração do templo introduziu um sistema de fichas para os visitantes. As fichas que indicam o tempo da visita são fornecidas em três bancas nos pontos de táxi. Cada devoto que visita a divindade tem direito a 10 a 20 segundos. É obrigatório apresentar um comprovante de identidade para entrar no templo. O acesso ao templo é feito a partir de Rishikesh, localizada a 298 km de distância, via Devprayag, Rudraprayag, Karnaprayag, Nandaprayag, Jyotirmath, Vishnuprayag e Devadarshini. Do Templo Kedarnath, os visitantes podem seguir a rota Rudraprayag, com 243 km de extensão, ou a rota Ukhimath e Gopeshwar, com 230 km de extensão.